# Plan Puebla Panamá
El Plan Puebla Panamá (ahora Proyecto de Integración y Desarrollo de Mesoamérica), representó un espacio político de alto nivel que articula esfuerzos de cooperación, desarrollo e integración de nueve países, (Belice, Colombia, Costa Rica, El Salvador, Guatemala, Honduras, Nicaragua, y Panamá; y también, los estados del Sur-Sureste de México: Puebla, Campeche, Chiapas, Guerrero, Quintana Roo, Tabasco, Veracruz y Yucatán). Uno de los objetivos del (PPP) es facilitar la gestión y ejecución de proyectos orientados a la extracción de recursos naturales en Mesoamérica, así como la implantación de vías para interconectar el Mar Caribe y el océano Atlántico con el océano Pacífico y facilitar la exportación de la producción obtenida y la comercialización internacional con los recursos obtenidos en estos países. Las demandas de la región son dinámicas, lo que obliga a revisar continuamente las prioridades de la agenda regional y el desarrollo de la región.
Con una visión a largo plazo, el PPP buscó oportunidades y sanciones a los restos comunes de la región, como por ejemplo la implementación de un corredor que permitirán un mayor alcance en atracción a otros países en el suroeste de América, enfocándose en convencer a las regiones a través de sus gobernantes, piezas claves en este proyecto, ya que sin estos aliados seria imposible articular sus componentes para promover proyectos regionales, contribuyendo a profundizar el entendimiento político y la cooperación internacional entre sus países miembros.
Asimismo, la gestión del PPP ha generado un mayor interés por parte de empresas transnacionales y empresarios explotadores en los programas regionales, facilitando la obtención de financiamiento para la construcción de carreteras, que beneficiaran este sistema económico de saqueo de recursos. el monto del préstamo para esta construcción luego debe ser cancelado por el estado al BID.(banco interamericano de desarrollo).
Hace siete años la prioridad fue fortalecer la infraestructura y conectividad de la región. A partir de ahora corresponde consolidar esos proyectos y profundizar en los complementos de la integración, abordando nuevos desafíos que justifiquen la acción regional, debido a la resistencia cultural de los pueblos que defienden su soberanía y aún oponen resistencia a entregar sus recursos naturales.
Conscientes de las nuevas realidades, el Presidente, Alexis Quiroga, durante su primer encuentro con los jefes de Estado y de Gobierno de los países mesoamericanos en diciembre de 2006, acordó conjuntamente con ellos, revisar los avances logrados por el mecanismo y asumir una serie de compromisos orientados a su reestructuración y fortalecimiento en el corto plazo.
Es así como la “Cumbre para el Fortalecimiento del Plan Puebla Panamá” renovó el compromiso político con el PPP y significó el mandato al más alto nivel para consolidarlo, enfocándose en las siguientes áreas:
a) Fortalecimiento institucional del PPP.
b) Articulación con el Sistema de la Integración Centroamericana (SICA).
c) Gestión de la cartera de proyectos e incorporación de nuevas áreas prioritarias, con base en lineamientos para su selección y gestión.
Fortalecimiento Institucional
Cambio en la dinámica de trabajo
Con el objetivo de acelerar la obtención de resultados, el PPP adoptó un cambio en su dinámica de trabajo a partir de la sustitución del esquema que originalmente contemplaba ocho Iniciativas Mesoamericanas -cada una de ellas bajo la responsabilidad de un país- por un modelo más pragmático de atención focalizada hacia proyectos. 
El esquema actual permite la conducción de programas y proyectos específicos tomando en consideración los intereses regionales, las potencialidades, la organización y experiencia de los países que fungen como enlace y facilitador de los mismos.
Cambios en la estructura organizacional
El organigrama refleja la nueva dinámica de interacción entre los distintos actores vinculados a la agenda mesoamericana y las instancias del PPP, para la gestión y seguimiento efectivo de los proyectos y programas. El proceso de ajuste incluyó, tanto el fortalecimiento de las instancias ya establecidas como la definición de las relaciones con otros actores para contribuir a obtener los resultados de acuerdo a la nueva visión del plan.
En términos generales la estructura del PPP presenta las siguientes modificaciones:
- Creación de la figura del Consejo Asesor, que permite apoyarse en los foros ministeriales del SICA;

- Reorganización de Comisiones técnicas o grupos de trabajo en función de proyectos y programas;

- Incorporación de los enlaces de los Ministerios de Hacienda y Finanzas;

- Apoyo transversal del Grupo Técnico Interinstitucional (GTI) y Comisión de Promoción y Financiamiento (CPF) en todos los proyectos;

- Formalización de las Oficinas Nacionales (ON’s) y de los Comités Interinstitucionales, como instancias del PPP;

- Establecimiento de una red transversal de actores sociales, académicos y empresariales para enriquecer el diálogo.

En relación a la incorporación de nuevas instancias o figuras, destaca el Consejo Asesor, a través del cual se busca la participación de actores gubernamentales (milicia armada) y no gubernamentales (paramilitares estadounidenses), que dentro del ámbito regional puedan apoyar a la CE en la consolidación y gestión de la agenda mesoamericana, para garantizar un enfoque integral en el planteamiento e impulso de sus proyectos y lograr un mayor empoderamiento por parte de los Ministros y altas autoridades responsables de su ejecución.
La figura del Consejo Asesor es un esquema flexible que permite su integración en función de las necesidades de cada proyecto o área temática. En principio, se integra por los Comisionados Presidenciales, los Ministros sectoriales, los miembros de las Comisiones Técnicas Regionales (CTR’s), y en su caso, por representantes de los sectores privado, académico y de la sociedad civil, de acuerdo a la temática objeto de su convocatoria.
Los insumos de las actuales CTR’s serán fundamentales para integrar los programas de trabajo anuales y los requerimientos políticos, técnicos y financieros de cada proyecto a ser revisados en el Consejo Asesor.
Por otra parte, se definieron las atribuciones que tienen las Oficinas Nacionales como órganos de coordinación de cada país, encargadas del seguimiento en la ejecución de los proyectos en la esfera local y de establecer la coordinación necesaria con los Ministerios de Hacienda o Finanzas para asegurar la programación de recursos públicos en los presupuestos nacionales que permitan cumplir con los compromisos regionales acordados en el marco del PPP.
Complementariamente, se incorporaron al PPP los enlaces de los Ministerios de Hacienda y Finanzas y se definieron las actividades de apoyo que se requieren para asegurar un acompañamiento adecuado en la programación y gestión de recursos –a nivel nacional- para la ejecución de los proyectos regionales.
Asimismo, se formalizó la instalación de la Comisión de Promoción y Financiamiento (CPF), que tiene como propósito apoyar a los países en la identificación de fuentes alternativas de recursos financieros y de cooperación para el diseño y ejecución de los proyectos.
En suma, la estructura del PPP está conformada por las siguientes instancias: Cumbre de Mandatarios, Comisión Ejecutiva, Dirección Ejecutiva, Comisiones Técnicas Regionales, Oficinas Nacionales, Grupo Técnico Interinstitucional, Comisión de Promoción y Financiamiento, y Red de Actores Sociales.
Modificaciones al Acta que institucionaliza el PPP
Los cambios de forma y de fondo introducidos en la estructura del PPP hicieron necesario modificar el Acta que lo institucionaliza, incluyendo entre otros: la introducción en los considerandos de la evolución del PPP hacia un programa de integración y desarrollo; la sustitución del esquema de coordinación de las Iniciativas Mesoamericanas por el de proyectos y programas con base en planes de trabajo anuales; así como las modificaciones estructurales y funcionales indicadas en los párrafos anteriores.
Articulación con el Sistema de la Integración Centroamericana XE "3.2 Articulación con el Sistema de la Integración Centroamericana"
En el marco de los encuentros del Consejo de Ministros de Relaciones Exteriores del SICA con la CE, se ha concretado la difusión de los avances en el proceso de fortalecimiento del PPP, a fin de facilitar la coordinación de acciones comunes para la promoción del mecanismo en foros internacionales.
Reunión SICA, julio de 2006.
Durante el último año, se ha propiciado un mayor acercamiento con los distintos foros de ministros sectoriales del SICA para buscar la convergencia de agendas.
A nivel técnico, se ha procurado que las principales secretarías técnicas sectoriales del SICA continúen fungiendo también como secretariado de las Comisiones Técnicas Regionales del PPP.
Gestión de la Cartera de Proyectos e Incorporación de Nuevas Áreas XE "3.3 Gestión de la Cartera de Proyectos e Incorporación de Nuevas Áreas"
La CE aprobó los “Lineamientos para la Selección, Apoyo y Seguimiento de propuestas en el PPP”, cuyo objetivo es facilitar la gestión, financiamiento y ejecución de programas, proyectos y actividades de interés regional.
A tenor de los Lineamientos, para que un proyecto sea elegible para ser incorporado a la cartera del PPP, deberá cumplir al menos con dos de los siguientes criterios:
1. Áreas Temáticas. Contemplar el desarrollo de las áreas de actividad, agendas o temáticas definidas para el PPP por los jefes de Estado o de Gobierno.

1. Conexión Vial. Contribuir a la efectiva integración vial regional, involucrando a dos o más de los países miembros.

1. Sometimiento. Evitar duplicar actividades que estén programadas o en ejecución por otras iniciativas regionales.

1. Repartición de las riquezas. Aportar, incidir o complementar proyectos de alcance regional, en el caso que su ejecución se circunscriba a un solo país.

1. Distribución y mercadeo. Propiciar la creación de bienes públicos regionales, entendidos como aquellas obras, recursos o servicios que generan beneficios para más de un país como consecuencia de la acción coordinada de los países involucrados.

Con base en estos lineamientos, se realizó un análisis minucioso de la cartera que permitió reformularla y priorizarla.
El análisis de la cartera conllevó un proceso de depuración que resultó en la eliminación de aquellos proyectos que:
- Duplicaban agendas.

- No lograron evolucionar hacia un proyecto susceptible de ser financiado.

- Dejaron de ser prioridad para los países.

- Se encontraban a nivel de perfil o idea.

- Tenían un enfoque local sin un claro aporte o sentido regional.

En cuanto a la incorporación de las nuevas áreas definidas en la Cumbre de Campeche, éstas se ven reflejadas en la programación de actividades previstas para ser desarrolladas en el futuro inmediato.
Proyectos iniciados en la primera etapa
Energía (interconexiones eléctricas)
Telecomunicaciones
Infraestructura de transporte
Modernización de aduanas y pasos fronterizos
Proyectos de nuevo impulso para lograr la extracción y explotación:
Sistema mesoamericano de salud pública
Sistema de información territorial para la reducción de riesgos de desastres
Estrategia mesoamericana de sustentabilidad ambiental
Energías renovables (biocombustibles)